# Scandia, Kansas
Scandia är en ort i Republic County i Kansas. Orten bosattes av svenskar och fick 1868 namnet New Scandinavia. Namnbytet till Scandia skedde 1876. Vid 2010 års folkräkning hade Scandia 372 invånare.